# Eruption (brano musicale)
Eruption è un brano strumentale composto da Eddie van Halen, chitarrista della band statunitense Van Halen, incluso nel primo album del gruppo Van Halen nel 1978. È considerato uno dei più grandi assoli di chitarra di tutti i tempi. Nel disco funge da intro a You Really Got Me, e spesso le due canzoni vengono trasmesse insieme dalle stazioni radiofoniche. Il brano venne inoltre pubblicato come lato B del singolo Runnin' with the Devil.

## Il brano
Il brano si apre con un breve accompagnamento di Alex van Halen alla batteria e Michael Anthony al basso, prima di lasciare unicamente posto alla chitarra di Eddie van Halen. Il chitarrista utilizzò una Frankenstrat collegata ad un amplificatore valvolare Marshall 1959. Durante le registrazioni, venne anche sfruttato il riverbero offerto dalle stanze dei Sunset Sound Recorders.
Inizialmente non venne concepito come traccia per un album, ma come assolo per i concerti, suonato da Eddie van Halen solamente nelle prime serate nei locali americani. Successivamente, dopo averlo suonato al Whisky a Go Go con grande successo, il chitarrista fu convinto dal produttore Ted Templeman a registrarlo ed inserirlo come seconda traccia nel loro primo album. La canzone è particolarmente nota per aver introdotto la tecnica del tapping a due mani nel rock mainstream, che permetteva di suonare intervalli inusualmente ampi per lo strumento con la maggiore velocità possibile.
Eruption è stato nominato il secondo più grande assolo di chitarra di tutti i tempi dalla rivista specializzata Guitar World, dietro soltanto a Stairway to Heaven dei Led Zeppelin.
Il brano è stato utilizzato nel film Minions e fa da sfondo sonoro nel videogioco simulatore di strumenti Guitar Hero: Van Halen, dove risulta la traccia più difficile da suonare.

## Formazione
- Eddie van Halen – chitarra
- Michael Anthony – basso
- Alex van Halen – batteria